# Pływanie na Letnich Igrzyskach Olimpijskich 1960 – 4 × 100 m stylem zmiennym kobiet
Sztafeta 4 × 100 m stylem zmiennym kobiet – jedna z konkurencji pływackich rozgrywanych podczas XVII Igrzysk Olimpijskich w Rzymie. Eliminacje odbyły się 30 sierpnia, a finał 2 września 1960 roku.
W tej debiutującej na igrzyskach olimpijskich konkurencji zwyciężyła sztafeta amerykańska w składzie: Lynn Burke (1:09,0), Patty Kempner (1:20,9), Carolyn Schuler (1:08,9), Chris von Saltza (1:02,3). Amerykanki w finale o ponad trzy sekundy poprawiły rekord świata, uzyskawszy czas 4:41,1. Podczas pierwszej zmiany sztafety Lynn Burke ustanowiła także indywidualny rekord świata na dystansie 100 m stylem grzbietowym. Srebrny medal, z czasem 4:45,9, zdobyły reprezentantki Australii. Z powodu uzyskania przez trzy sztafety tego samego wyniku (4:47,6) o losach brązowego medalu zdecydowali sędziowie, przyznając go Niemkom.

## Rekordy
Przed zawodami rekord świata i rekord olimpijski wyglądały następująco:
| Rekord            | Reprezentacja                                                                    | Czas   | Miejsce | Data            |       |
| ----------------- | -------------------------------------------------------------------------------- | ------ | ------- | --------------- | ----- |
| Rekord świata     | Stany Zjednoczone · Carin Cone · Ann Bancroft · Becky Collins · Chris von Saltza | 4:44,6 | Chicago | 6 września 1959 | [ 1 ] |
| Rekord olimpijski | nowa konkurencja                                                                 | -      | -       | -               |       |

W trakcie zawodów ustanowiono następujące rekordy:
| Data       | Etap konkurencji | Reprezentacja | Czas   | Rekord |
| ---------- | ---------------- | --- | ------ | ------ |
| 2 września | finał            | Stany Zjednoczone · Lynn Burke (1:09,0) · Patty Kempner (1:20,9) · Carolyn Schuler (1:08,9) · Chris von Saltza (1:02,3) | 4:41,1 | WR     |

- Na pierwszej zmianie sztafety amerykańskiej Lynn Burke ustanowiła nowy rekord świata na dystansie 100 m stylem grzbietowym[2].

## Wyniki

### Eliminacje
| Miejsce | Wyścig | Tor | Państwo                       | Zawodniczka                                                                                              | Czas     | Uwagi |
| ------- | ------ | --- | ----------------------------- | --- | -------- | ----- |
| 1.      | 2      | 5   | Holandia                      | Ria van Velsen (1:11,1) Ada den Haan (1:22,8) Tineke Lagerberg (1:10,2) Erica Terpstra (1:03,3)          | 4:47,4   | Q     |
| 2.      | 1      | 5   | Wielka Brytania               | Sylvia Lewis (1:11,7) Anita Lonsbrough (1:21,0) Jean Oldroyd (1:13,2) Natalie Steward (1:03,1)           | 4:49,0   | Q     |
| 3.      | 1      | 4   | Stany Zjednoczone             | Lynn Burke (1:10,3) Anne Warner (1:24,8) Carolyn Wood (1:10,5) Joan Spillane (1:03,7)                    | 4:49,3   | Q     |
| 4.      | 1      | 3   | Wspólna Reprezentacja Niemiec | Ingrid Schmidt (1:12,1) Ursula Küper (1:19,6) Bärbel Fuhrmann (1:13,1) Ursel Brunner (1:04,8)            | 4:49,6   | Q     |
| 5.      | 1      | 6   | Węgry                         | Magda Dávid (1:13,5) Klára Killermann (1:21,0) Márta Egerváry (1:15,7) Csilla Madarász-Bajnogel (1:02,6) | 4:52,8   | Q     |
| 6.      | 2      | 3   | ZSRR                          | Łarisa Wiktorowa (1:12,7) Ludmiła Korobowa (1:23,6) Walentina Pozniak (1:13,0) Marina Szamal (1:05,1)    | 4:54,4   | Q     |
| 7.      | 2      | 2   | Japonia                       | Satoko Tanaka (1:11,2) Yoshiko Takamatsu (1:21,9) Shizue Miyabe (1:15,7) Yoshiko Sato (1:05,7)           | 4:54,5   | Q     |
| 8.      | 2      | 4   | Australia                     | Gerganiya Beckitt (1:15,3) Rosemary Lassig (1:20,6) Jan Andrew (1:16,7) Ilsa Konrads (1:03,1)            | 4:55,7   | Q     |
| 9.      | 2      | 1   | Kanada                        | Sara Barber (1:12,2) Judith McHale (1:26,4) Margaret Iwasaki (1:13,5) Mary Stewart (1:07,4)              | 4:59,5   |       |
| 10.     | 1      | 2   | Francja                       | Rosy Piacentini (1:11,5) Michèle Pialat (1:23,6) Annie Caron (1:18,9) Héda Frost (1:05,7)                | 4:59,7   |       |
| 11.     | 1      | 7   | Włochy                        | Daniela Serpilli (1:19,4) Elena Zennaro (1:22,2) Anna Beneck (1:17,4) Paola Saini (1:05,4)               | 5:04,4   |       |
| 12.     | 2      | 7   | Rodezja                       | Lynette Cooper (1:15,3) Meg Miners (1:32,1) Hillary Wilson (1:18,0) Dorothy Sutcliffe (1:07,5)           | 5:12,9   |       |
| 13. !   |        |     | Meksyk                        | | 9:99,9 ! | DNS   |

### Finał
| Miejsce | Tor | Państwo                       | Zawodniczka                                                                                               | Czas   | Uwagi |
| ------- | --- | ----------------------------- | --- | ------ | ----- |
| 1. !    | 3   | Stany Zjednoczone             | Lynn Burke (1:09,0) Patty Kempner (1:20,9) Carolyn Schuler (1:08,9) Chris von Saltza (1:02,3)             | 4:41,1 | WR    |
| 2. !    | 8   | Australia                     | Marilyn Wilson (1:13,9) Rosemary Lassig (1:20,1) Jan Andrew (1:10,6) Dawn Fraser (1:01,6)                 | 4:45,9 |       |
| 3. !    | 6   | Wspólna Reprezentacja Niemiec | Ingrid Schmidt (1:11,4) Ursula Küper (1:19,3) Bärbel Fuhrmann (1:11,8) Ursel Brunner (1:05,1)             | 4:47,6 |       |
| 4.      | 4   | Holandia                      | Ria van Velsen (1:11,2) Ada den Haan (1:22,8) Marianne Heemskerk (1:10,9) Erica Terpstra (1:02,7)         | 4:47,6 |       |
| 5.      | 5   | Wielka Brytania               | Sylvia Lewis (1:11,9) Anita Lonsbrough (1:21,0) Sheila Watt (1:11,5) Natalie Steward (1:03,2)             | 4:47,6 |       |
| 6.      | 2   | Węgry                         | Magda Dávid (1:14,2) Klára Killermann (1:21,0) Márta Egerváry (1:16,0) Csilla Madarász-Bajnogel (1:02,5)  | 4:53,7 |       |
| 7.      | 1   | Japonia                       | Satoko Tanaka (1:11,2) Yoshiko Takamatsu (1:22,5) Shizue Miyabe (1:17,1) Yoshiko Sato (1:05,6)            | 4:56,4 |       |
| 8.      | 7   | ZSRR                          | Łarisa Wiktorowa (1:14,2) Ludmiła Korobowa (1:24,5) Zinaida Biełowieckaja (1:14,0) Marina Szamal (1:05,4) | 4:58,1 |       |